# Галенков Іван Спиридонович
Іва́н Спиридо́нович Галенко́в (1891 , Одеса, Одеське градоначальництво, Російська імперія  — 11 грудня 1980 , Одеса, Одеська область, Українська РСР, СРСР ) — український радянський державний діяч, генерал-майор юстиції. Депутат Верховної ради УРСР 1-го скликання (1938–1947).

## Біографія
Народився 1891 року в родині робітника-пічника в місті Одесі, нині Одеська область, Україна. Закінчив початкову школу. У 1904—1905 роках служив хлопцем у крамницях та булочній Одеси.
З 1906 по 1909 рік навчався в ремісничій школі, здобув спеціальність підмайстра слюсаря. Трудову діяльність розпочав у 1909 році слюсарем і токарем шпалерної фабрики «Тарнополь» в Одесі, де пропрацював два роки. Потім майже рік працював у різних майстернях Одеси.
З 1912 по 1917 року — в російській імператорській армії, служив солдатом та писарем. Учасник Першої світової війни.
Після Лютневої революції 1917 року активно допомагав організації солдатських комітетів, брав участь у з'їзді 10-ї армії і військ Західного фронту в Мінську. Був звільнений з російської армії як «пробільшовицьки налаштований елемент».
Член РСДРП(б) з листопада 1917 року.
Брав активну участь у більшовицьких збройних виступах в Одесі в кінці 1917 року, служив у Червоній гвардії. У 1918 році — співробітник Всеросійської надзвичайної комісії по боротьбі із контрреволюцією у Москві. З 1918 року — у Червоній армії. Служив червоноармійцем 1-го Одеського батальйону імені Леніна. Працював інструктором губернського комітету РКП(б), був комісаром продовольчого загону. З грудня 1921 по 1933 рік — на відповідальній та військово-юридичній роботі в Червоній армії.
З 1933 року — голова Військового трибуналу військового корпусу, член колегії і заступник голови трибуналу Українського військового округу, голова Військового трибуналу Київського особливого, Північно-Кавказького військових округів. Військовий юрист, член виїзної сесії Військової Колегії Верховного Суду СРСР. Причетний до винесення смертних вироків в УРСР за сфальсифікованими справами невинним особам, згодом реабілітованим.
26 червня 1938 року обраний депутатом Верховної Ради УРСР 1-го скликання по Роздільнянській виборчій окрузі № 108 Одеської області.
Під час німецько-радянської війни працював головою Військового трибуналу 56-ї окремої армії Південного фронту, Північно-Західного резервного, 2-го Білоруського, 3-го Прибалтійського фронтів.
Потім — у відставці, персональний пенсіонер союзного значення в Одесі.

## Звання
- генерал-майор юстиції (11.03.1943)

## Нагороди
- орден Леніна
- чотири ордени Червоного Прапора
- орден Вітчизняної війни 1-го ступеня
- орден Вітчизняної війни 2-го ступеня
- орден Червоної Зірки (1938, з нагоди 20-х роковин РСЧА та ВМФ за мужність і самовідданість у боях з ворогами Радянської влади та видатні заслуги у бойовій, політичній і технічній підготовці частин і підрозділів РСЧА)
- медалі